# Lloret de raquetes de Luzon
El lloret de raquetes de Luzon (Prioniturus luconensis) és una espècie d'ocell de la família dels psitàcids que habita la selva humida de Luzon i Marinduque, a les illes Filipines.
Aquesta espècie era antigament comuna, però està disminuint ràpidament i actualment es classifica com a espècie en perill d'extinció a causa de la desforestació de terres baixes i la captura per al comerç d'ocells de gàbia. La població ara s'estima que és de només 1.000-2.499 individus madurs i continua disminuint amb moltes extincions locals en l'antiga àrea de distribució.

## Descripció
El lloret de raquetes de Luzon és un lloro de mida mitjana rar dels boscos de terres baixes i peus de turons a Luzon. Les dues plomes centrals de la cua tenen tiges esteses que acaben en forma de raqueta. En general, és de color verd, lleugerament més fosc a l'esquena, amb el cap i les parts inferiors més pàl·lids i el bec pàl·lid. El mascle és de color més verd groguenc. Se superposa geogràficament amb el lloret de raquetes muntanyenc (P. montanus), però el de Luzoz es troba a elevacions més baixes i no té l'esquena marronosa. També se superposa amb el lloro becgros de corona blava (Tanygnathus lucionensis), però té eln bec pàl·lid en lloc de vermell. La veu consisteix en xiscles metàl·lics sonors.
Són sexualment dimorfs. Els mascles són completament groc-verdosos, amb les parts inferiors i el cap més pàl·lids. Les dues plomes centrals de la cua són allargades amb tiges nues i acaben amb raquetes negres. Les femelles són generalment més fosques i menys groguenques, mentre que les tiges nues de la cua són més curtes. Els juvenils no tenen raquetes a la cua. És el més petit de tots els lloret de raqueta amb una longitud total d'aproximadament 29 centímetres.
Aquesta espècie és monotípica.

## Comportament i ecologia
S'alimenta de fruites, especialment plàtans, flors i llavors de blat de moro i arròs. Com tots els altres ocells amb cua de raqueta, nien a cavitats.

## Hàbitat i estat de conservació
El lloret de raquetes de Luzon es pot trobar a la capçada de les selves tropicals de terres baixes a altituds de fins a 700 metres, on prefereix principalment el bosc primari, però també es veu al bosc secundari. També s'ha vist visitant conreus per alimentar-se de cultius.
Està catalogat com a En perill d'extinció, amb una població estimada entre 1.000 i 2.499 individus restants. S'ha extingit localment en molts dels antics llocs i es tem que s'hagi extingit a Marinduque. La principal amenaça és la captura d'ocells de gàbia. Les extincions locals com a resultat directe de la pèrdua de boscos són molt probables. El 1988, la cobertura forestal era només del 3% a Marinduque i el 24% a Luzon, i el bosc restant continua amenaçat tant per la tala legal com per la il·legal, la mineria, la construcció de carreteres, la tala i crema o el kaingin.
Al seu bastió a Subic, ha experimentat un augment de la tala il·legal i la desforestació continua al Parc Natural Memorial Maria Aurora. La competència interespecífica també és una amenaça, ja que han estat substituïts pel lloret de raquetes de corona blava (P. discurus) més comuna al Parc Forestal Nacional de Quezon.
Actualment, es coneix a dues àrees protegides: el Parc Nacional de Bataan i el Parc Natural de la Sierra Madre del Nord. Rep una protecció nominal al Parc Natural Memorial Maria Aurora. Tanmateix, com la majoria de les zones de les Filipines, la protecció i l'aplicació són laxes i la desforestació i el comerç d'ocells de gàbia continuen.